# Рінглебен (Киффгойзер)
Рінглебен (нім. Ringleben) — громада в Німеччині, розташована в землі Тюрингія. Входить до складу району Киффгойзер. Складова частина об'єднання громад Міттельцентрум-Артерн.
Площа — 15,04 км2. Населення становить Невірний параметр metadata 16 065 057 ос. (станом на 31 грудня 2021).

## Галерея

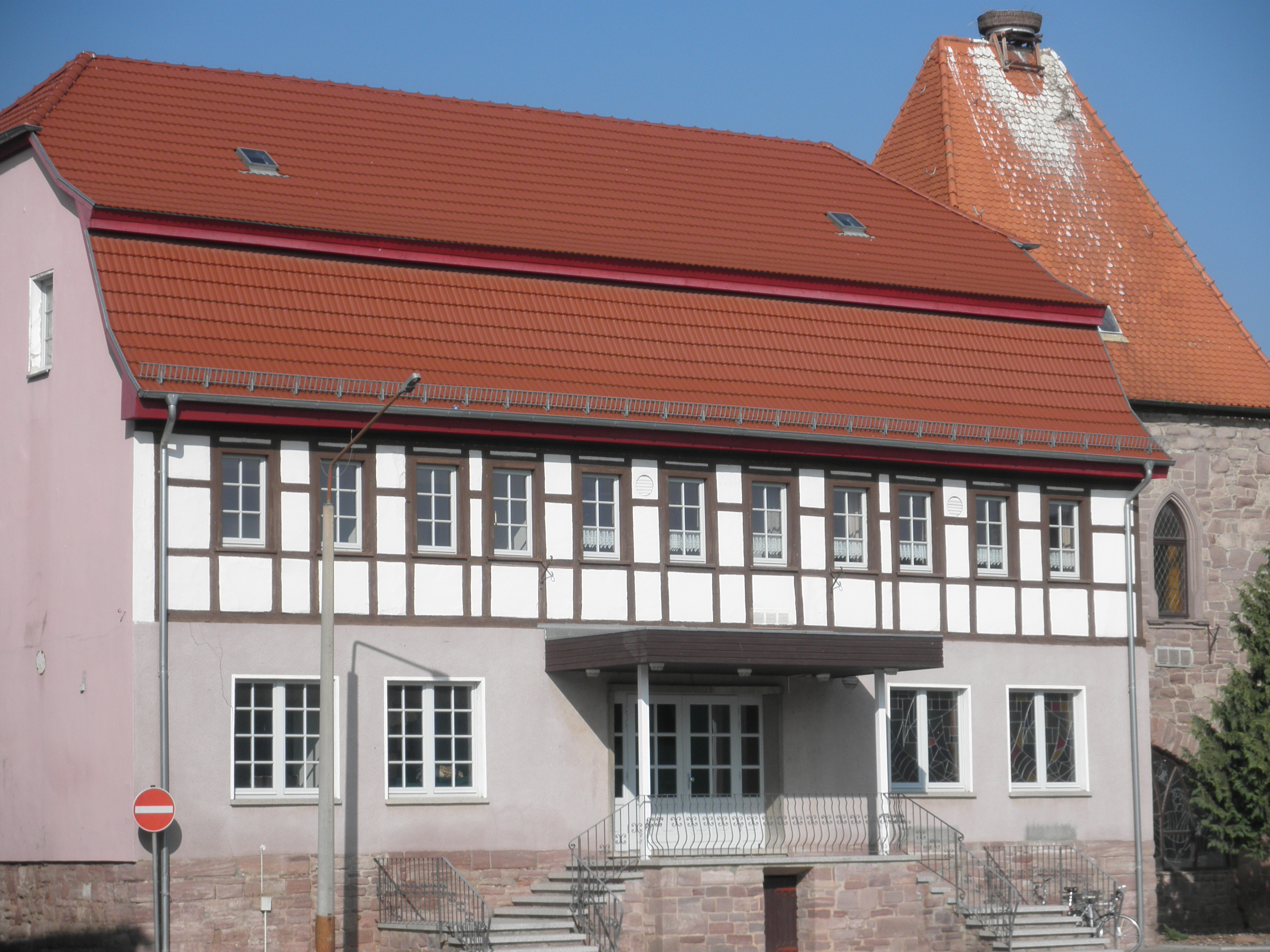